# Modła Królewska
Modła Królewska – wieś w Polsce położona w województwie wielkopolskim, w powiecie konińskim, w gminie Stare Miasto.
Wieś królewska starostwa konińskiego, pod koniec XVI wieku leżała w powiecie konińskim województwa kaliskiego. W latach 1975–1998 miejscowość administracyjnie należała do województwa konińskiego.
Miejscowość znana jest z oddanego do użytku w latach 80. pobliskiego węzła autostrady A2 i drogi krajowej nr 25 o nazwie Modła, pozwalającego na dojazd do Konina.